# Karolin Tzokov
Karolin-Ivonn Tzokov (bulgarisch Каролин-Ивон Цоков; * 26. Oktober 1999) ist eine deutsch-bulgarische Basketballspielerin.

## Werdegang
Tzokov, Tochter aus Bulgarien stammender Eltern sowie Nichte des bulgarischen Basketball-Nationalspielers und -trainers Ljubomir Mintschew, wurde in der Nachwuchsabteilung der TG Neuss ausgebildet. Sie war Schülerin an der Martinusschule in Meerbusch-Strümp. 2015 wurde Tzokov in Meerbusch als Jugendsportlerin des Jahres ausgezeichnet. Bei der TG Neuss gelang ihr der Sprung in die 2. Bundesliga.
2018 wechselte die 1,80 Meter große Flügelspielerin zum Bundesligisten TK Hannover.
Tzokov nahm 2015 an der U16-EM, 2017 an der B-EM in der Altersklasse U18 sowie 2018 an der U20-EM teil.